# Listă de aeroporturi după codul ICAO: M
Mai jos este lista de aeroporturi al căror cod ICAO începe cu litera M.
Această listă este generată cu date din Wikidata și este actualizată periodic de un robot.
 Editările făcute în listă vor fi șterse la următoarea actualizare!
| Imagine | Cod ICAO  | Articol                                                        |
| ------- | --------- | -------------------------------------------------------------- |
|         | MDCZ      | Aeroportul Constanza                                           |
|         | MDBH      | Aeroportul Internațional María Montez                          |
|         | MMLP      | Aeroportul Internațional Manuel Márquez de León                |
|         | MMPE      | Aeroportul Internațional Mar de Cortés                         |
|         | MUGT      | Aeroportul Mariana Grajales                                    |
|         | MPTO      | Aeroportul Internațional Tocumen                               |
|         | MMZC      | Aeroportul Internațional General Leobardo C. Ruiz              |
|         | MPWN      | Aeroportul Wannukandi                                          |
|         | MHLC      | Aeroportul Internațional Golosón                               |
|         | MHPC      | Aeroportul Palacios                                            |
|         | MNRT      | Aeroportul Rosita                                              |
|         | MYGW      | Aeroportul West End                                            |
|         | MUSN      | Aeroportul Siguanea                                            |
|         | MMML      | Aeroportul General Rodolfo Sánchez Taboada                     |
|         | MUNB      | Aeroportul San Nicolás de Bari                                 |
|         | MTCH      | Aeroportul Internațional Cap-Haitien                           |
|         | MMLM      | Aeroportul Internațional Valle del Fuerte Federal              |
|         | MGPP      | Aeroportul Poptún                                              |
|         | MGRB      | Aeroportul Rubelsanto                                          |
|         | MGSJ      | Aeroportul San José                                            |
|         | MRDK      | Aeroportul Drake Bay                                           |
|         | MMPS      | Aeroportul Puerto Escondido                                    |
|         | MGDL      | Aeroportul Dos Lagunas                                         |
|         | MNNG      | Aeroportul Nueva Guinea                                        |
|         | MMMM      | Aeroportul Internațional General Francisco J. Mujica           |
|         | MTJE      | Aeroportul Jérémie                                             |
|         | MMMV      | Aeroportul Venustiano Carranza                                 |
|         | MMNL      | Aeroportul Quetzalcóatl                                        |
|         | MMTJ      | Aeroportul Internațional Tijuana                               |
|         | MHGU      | Aeroportul Erandique                                           |
|         | MRBT      | Aeroportul Tortuguero                                          |
|         | MUNG      | Aeroportul Rafael Cabrera Mustelier                            |
|         | MYRD      | Aeroportul Duncan Town                                         |
|         | MMVR      | Aeroportul General Heriberto Jara                              |
|         | MMSZ      | Aeroportul Salina Cruz                                         |
|         | MMTG      | Aeroportul Internațional Ángel Albino Corzo                    |
|         | MMIT      | Aeroportul Ixtepec                                             |
|         | MYLS      | Aeroportul Stella Maris                                        |
|         | MUCC      | Aeroportul Jardines del Rey                                    |
|         | MMTM      | Aeroportul General Francisco Javier Mina                       |
|         | MMSP      | Aeroportul Internațional San Luis Potosí                       |
|         | MPLP      | Aeroportul Captain Ramon Xatruch                               |
|         | MRGF      | Aeroportul Golfito                                             |
|         | MHYR      | Aeroportul Yoro                                                |
|         | MRGP      | Aeroportul Guápiles                                            |
|         | MRTM      | Aeroportul Tamarindo                                           |
|         | MRLB      | Aeroportul Internațional Daniel Oduber Quirós                  |
|         | MBPI      | Aeroportul Pine Cay                                            |
|         | MGCQ      | Aeroportul Chiquimula                                          |
|         | MGCR      | Aeroportul Carmelita                                           |
|         | MGMM      | Aeroportul Internațional Mundo Maya                            |
|         | MHBL      | Aeroportul Brus Laguna                                         |
|         | MHCU      | Aeroportul Cauquira                                            |
|         | MHEA      | Aeroportul El Arrayán                                          |
|         | MHMA      | Aeroportul Marcala                                             |
|         | MHPL      | Aeroportul Puerto Lempira                                      |
|         | MHRU      | Aeroportul Ruinas de Copan                                     |
|         | MHSR      | Aeroportul Santa Rosa de Copán                                 |
|         | MHUT      | Aeroportul Utila                                               |
|         | MPCE      | Aeroportul Chitré Alonso Valderrama                            |
|         | MPJE      | Aeroportul Jaqué                                               |
|         | MPOA      | Aeroportul Puerto Obaldia                                      |
|         | MPRA      | Aeroportul Contadora                                           |
|         | MPVR      | Aeroportul El Porvenir                                         |
|         | MRSV      | Aeroportul San Vito de Java                                    |
|         | MMCG      | Aeroportul Nuevo Casas Grandes                                 |
|         | MMAN      | Aeroportul Del Norte                                           |
|         | MP25      | Aeroportul Puerto Armuelles                                    |
|         | MRNC      | Aeroportul Nicoya                                              |
|         | MYAW      | Aeroportul Walkers Cay                                         |
|         | MMTN      | Aeroportul Național Tamuín                                     |
|         | MGRT      | Aeroportul Retalhuleu                                          |
|         | MRCH      | Aeroportul Chacarita                                           |
|         | MYAF      | Aeroportul Internațional Andros Town                           |
|         | MYAM      | Aeroportul Internațional Leonard M. Thompson                   |
|         | MYER      | Aeroportul Rock Sound                                          |
|         | MYES      | Aeroportul Staniel Cay                                         |
|         | MHCR      | Aeroportul La Unión                                            |
|         | MHCS      | Aeroportul Coyoles                                             |
|         | MDSD      | Aeroportul Internațional Las Américas                          |
|         | MMSF      | Aeroportul San Felipe                                          |
|         | MNMG      | Aeroportul Internațional Augusto C. Sandino                    |
|         | MMNG      | Aeroportul Nogales (Mexico)                                    |
|         | MMMA      | Aeroportul Internațional General Servando Canales              |
|         | MMMY      | Aeroportul Internațional Monterrey                             |
|         | MYMM      | Aeroportul Mayaguana                                           |
|         | MMBT      | Aeroportul Bahías de Huatulco                                  |
|         | MDCY      | Aeroportul Internațional Samaná El Catey                       |
|         | MYAN      | Aeroportul San Andros                                          |
|         | MPPD      | Aeroportul Pedasi                                              |
|         | MGPB      | Aeroportul Puerto Barrios                                      |
|         | MMQT      | Aeroportul Querétaro                                           |
|         | MMLC      | Aeroportul Lázaro Cárdenas                                     |
|         | MMLT      | Aeroportul Loreto                                              |
|         | MGRD      | Aeroportul Río Dulce                                           |
|         | MUNC      | Aeroportul Nicaro                                              |
|         | MUHA      | Aeroportul Internațional José Martí                            |
|         | MPSA      | Aeroportul Ruben Cantu                                         |
|         | MMMD      | Aeroportul Internațional Manuel Crescencio Rejón               |
|         | MMMX      | Aeroportul Internațional Mexico City                           |
|         | MDPC      | Aeroportul Internațional Punta Cana                            |
|         | MYBG      | Aeroportul Great Harbour Cay                                   |
|         | MZTH      | Aeroportul Orange Walk                                         |
|         | MMCC      | Aeroportul Internațional Ciudad Acuña                          |
|         | MMCN      | Aeroportul Internațional Ciudad Obregón                        |
|         | MMGM      | Aeroportul Internațional General José María Yáñez              |
|         | MYNN      | Aeroportul Internațional Lynden Pindling                       |
|         | MMSD      | Aeroportul Los Cabos                                           |
|         | MZBZ      | Aeroportul Internațional Philip S. W. Goldson                  |
|         | MSLP      | Aeroportul Internațional Monseñor Óscar Arnulfo Romero         |
|         | MMTC      | Aeroportul Internațional Francisco Sarabia                     |
|         | MMTP      | Aeroportul Tapachula                                           |
|         | MMTX      | Aeroportul Tuxpan                                              |
|         | MMJC      | Aeroportul Atizapan De Zaragoza                                |
|         | MDST      | Aeroportul Internațional Cibao                                 |
|         | MDST      | Aeroportul Municipal Santiago                                  |
|         | MMAA      | Aeroportul Internațional General Juan N. Álvarez               |
|         | MUOC      | Aeroportul Cayo Coco                                           |
|         | MYBW MYX4 | Aeroportul Big Whale Cay                                       |
|         | MMCZ      | Aeroportul Internațional Cozumel                               |
|         | MMHO      | Aeroportul Internațional General Ignacio Pesqueira García      |
|         | MMLO      | Aeroportul Internațional Del Bajío                             |
|         | MKJP      | Aeroportul Internațional Norman Manley                         |
|         | MMMZ      | Aeroportul Internațional General Rafael Buelna                 |
|         | MMOX      | Aeroportul Internațional Xoxocotlán                            |
|         | MXA3 MM72 | Aeroportul Național Cupul                                      |
|         | MM76      | Aeroportul San Luis Río Colorado                               |
|         | MMGR      | Aeroportul Guerrero Negro                                      |
|         | MSSS      | Aeroportul Internațional Ilopango                              |
|         | MYCB      | Aeroportul New Bight                                           |
|         | MMCA      | Aeroportul Cananea                                             |
|         | MMIM      | Aeroportul Isla Mujeres                                        |
|         | MA53      | Aeroportul Ware                                                |
|         | MUCU      | Aeroportul Antonio Maceo                                       |
|         | MZKT      | Aeroportul Silver Creek                                        |
|         | MYPI      | Aeroportul New Providence                                      |
|         | MMHC      | Aeroportul Tehuacán                                            |
|         | MDLR      | Aeroportul Internațional La Romana                             |
|         | MYCP      | Aeroportul Pitts Town                                          |
|         | MYEC      | Aeroportul Cape Eleuthera                                      |
|         | MDSJ      | Aeroportul San Juan de la Maguana                              |
|         | MMCM      | Aeroportul Chetumal                                            |
|         | MYLD      | Aeroportul Deadman's Cay                                       |
|         | MMCP      | Aeroportul Ing. Alberto Acuña Ongay                            |
|         | MMDA      | Aeroportul Ciudad Constitución                                 |
|         | MDSB      | Aeroportul Sabana de la Mar                                    |
|         | MGCT      | Aeroportul Coatepeque                                          |
|         | MZCP      | Aeroportul Caye Chapel                                         |
|         | MRCR      | Aeroportul Carrillo                                            |
|         | MZCK      | Aeroportul Caye Caulker                                        |
|         | MHNJ      | Aeroportul Guanaja                                             |
|         | MRRF      | Aeroportul Rio Frio / Progreso                                 |
|         | MYGF      | Aeroportul Internațional Grand Bahama                          |
|         | MYCI      | Aeroportul Colonel Hill                                        |
|         | MRNS      | Aeroportul Nosara                                              |
|         | MRPV      | Aeroportul Internațional Tobías Bolaños                        |
|         | MYAK      | Aeroportul South Andros                                        |
|         | MGCB      | Aeroportul Cobán                                               |
|         | MNCI      | Aeroportul Corn Island                                         |
|         | MZBE      | Aeroportul Municipal Belize City                               |
|         | MZCZ      | Aeroportul Corozal                                             |
|         | MKJS      | Aeroportul Internațional Sangster                              |
|         | MRAN      | Aeroportul El Tanque                                           |
|         | MRLC      | Aeroportul Los Chiles                                          |
|         | MMAS      | Aeroportul Lic. Jesús Terán Peredo                             |
|         | MMTO      | Aeroportul Internațional Lic. Adolfo López Mateos              |
|         | MYCC      | Aeroportul Cat Cay                                             |
|         | MGUX      | Aeroportul Uaxactun                                            |
|         | MMOO      | Aeroportul Național Francisco Primo de Verdad                  |
|         | MYEY      | Aeroportul Hog Cay                                             |
|         | MZCF      | Aeroportul Matthew Spain                                       |
|         | MZSL      | Aeroportul Manatee                                             |
|         | MZSV      | Aeroportul Independence (Belize)                               |
|         | MMMT      | Aeroportul Național Minatitlán/Coatzacoalcos                   |
|         | MNBL      | Aeroportul Bluefields                                          |
|         | MNBZ      | Aeroportul San Pedro                                           |
|         | MZML      | Aeroportul Melinda                                             |
|         | MZPB      | Aeroportul Dangriga                                            |
|         | MBPV      | Aeroportul Internațional Providenciales                        |
|         | MRCC      | Aeroportul Coto 47                                             |
|         | MTPX      | Aeroportul Port-de-Paix                                        |
|         | MMZH      | Aeroportul Ixtapa-Zihuatanejo                                  |
|         | MMZO      | Aeroportul Playa de Oro                                        |
|         | MMPR      | Aeroportul Licenciado Gustavo Díaz Ordaz                       |
|         | MHAH      | Aeroportul Ahuas                                               |
|         | MRCA      | Aeroportul Codela                                              |
|         | MHUL      | Aeroportul Sulaco                                              |
|         | MUSS      | Aeroportul Sancti Spíritus                                     |
|         | MGPG      | Aeroportul Playa Grande                                        |
|         | MMCL      | Aeroportul Federal de Bachigualato                             |
|         | MMCV      | Aeroportul General Pedro J. Méndez                             |
|         | MRLM      | Aeroportul Internațional Limón                                 |
|         | MDPP      | Aeroportul Internațional Gregorio Luperón                      |
|         | MHTG      | Aeroportul Internațional Toncontín                             |
|         | MNPC      | Aeroportul Puerto Cabezas                                      |
|         | MBNC      | Aeroportul North Caicos                                        |
|         | MMZM      | Aeroportul Zamora                                              |
|         | MYAT      | Aeroportul Treasure Cay                                        |
|         | MUCA      | Aeroportul Máximo Gómez                                        |
|         | MNCE      | Aeroportul Costa Esmeralda                                     |
|         | MKBS      | Aeroportul Internațional Ian Fleming                           |
|         | MPPA      | Aeroportul Internațional Panamá Pacífico                       |
|         | MHGS      | Aeroportul Celaque                                             |
|         | MZSJ      | Aeroportul Sarteneja                                           |
|         | MHLM      | Aeroportul Internațional Ramón Villeda Morales                 |
|         | MMCB      | Aeroportul General Mariano Matamoros                           |
|         | MUBA      | Aeroportul Gustavo Rizo                                        |
|         | MBGT      | Aeroportul JAGS McCartney                                      |
|         | MUBR      | Aeroportul Las Brujas                                          |
|         | MUCF      | Aeroportul Jaime González                                      |
|         | MYCA      | Aeroportul Arthur's Town                                       |
|         | MPCH      | Aeroportul Internațional Changuinola "Capitán Manuel Niño"     |
|         | MYEM      | Aeroportul Governor's Harbour                                  |
|         | MZSP      | Aeroportul John Greif II                                       |
|         | MYIG      | Aeroportul Inagua                                              |
|         | MUCL      | Aeroportul Vilo Acuña                                          |
|         | MMDM      | Aeroportul Național Ciudad Mante                               |
|         | MMDO      | Aeroportul General Guadalupe Victoria                          |
|         | MYAB      | Aeroportul Clarence A. Bain                                    |
|         | MYBS      | Aeroportul South Bimini                                        |
|         | MRBC      | Aeroportul Barra del Colorado                                  |
|         | MYBC      | Aeroportul Chub Cay                                            |
|         | MUCM      | Aeroportul Ignacio Agramonte                                   |
|         | MUVT      | Aeroportul Hermanos Ameijeiras                                 |
|         | MDCR      | Aeroportul Cabo Rojo                                           |
|         | MDHE      | Aeroportul Internațional Herrera                               |
|         | MDPO      | Aeroportul El Portillo                                         |
|         | MTCA      | Aeroportul Antoine-Simon                                       |
|         | MMCE      | Aeroportul Ciudad del Carmen                                   |
|         | MMEP      | Aeroportul Amado Nervo                                         |
|         | MMVA      | Aeroportul Carlos Rovirosa Pérez                               |
|         | MMRX      | Aeroportul General Lucio Blanco                                |
|         | MMCS      | Aeroportul Abraham González                                    |
|         | MMIA      | Aeroportul Lic. Miguel de la Madrid                            |
|         | MMPN      | Aeroportul Lic. y Gen. Ignacio López Rayón                     |
|         | MUHG      | Aeroportul Frank País                                          |
|         | MMPG      | Aeroportul Internațional Piedras Negras                        |
|         | MWCB      | Aeroportul Charles Kirkconnell                                 |
|         | MMPA      | Aeroportul Național El Tajín                                   |
|         | MGGT      | Aeroportul Internațional La Aurora                             |
|         | MTPP      | Aeroportul Internațional Toussaint Louverture                  |
|         | MUPR      | Aeroportul Pinar del Río                                       |
|         | MMCU      | Aeroportul Internațional General Roberto Fierro Villalobos     |
|         | MPSM MPRH | Aeroportul Río Hato                                            |
|         | MBSY      | Aeroportul Salt Cay                                            |
|         | MMSC      | Aeroportul Național San Cristóbal de las Casas                 |
|         | MYSM      | Aeroportul San Salvador                                        |
|         | MUBY      | Aeroportul Carlos Manuel de Céspedes                           |
|         | MMCT      | Aeroportul Chichen Itza                                        |
|         | MRIA      | Aeroportul Punta Islita                                        |
|         | MRTR      | Aeroportul Tambor                                              |
|         | MPDA      | Aeroportul Internațional Enrique Malek                         |
|         | MPMG      | Aeroportul Internațional Albrook "Marcos A. Gelabert"          |
|         | MUSC      | Aeroportul Abel Santamaría                                     |
|         | MMCY      | Aeroportul Național Captain Rogelio Castillo                   |
|         | MMJA      | Aeroportul El Lencero                                          |
|         | MRPJ      | Aeroportul Puerto Jiménez                                      |
|         | MRPM      | Aeroportul Palmar Sur                                          |
|         | MUMZ      | Aeroportul Sierra Maestra                                      |
|         | MYEF      | Aeroportul Exuma                                               |
|         | MRSI      | Aeroportul Pérez Zeledón                                       |
|         | MMES      | Aeroportul Ensenada                                            |
|         | MPEJ      | Aeroportul Enrique Adolfo Jiménez                              |
|         | MBMC      | Aeroportul Middle Caicos                                       |
|         | MMIO      | Aeroportul Plan de Guadalupe                                   |
|         | MHTE      | Aeroportul Tela                                                |
|         | MHTJ      | Aeroportul Trujillo                                            |
|         | MUVR      | Aeroportul Juan Gualberto Gómez                                |
|         | MHRO      | Aeroportul Internațional Juan Manuel Gálvez                    |
|         | MROC      | Aeroportul Internațional Juan Santamaría                       |
|         | MMPQ      | Aeroportul Palenque                                            |
|         | MNSI      | Aeroportul Siuna                                               |
|         | MBSC      | Aeroportul South Caicos                                        |
|         | MGHT      | Aeroportul Huehuetenango                                       |
|         | MMCO      | Aeroportul Comitán                                             |
|         | MUTD      | Aeroportul Alberto Delgado                                     |
|         | MZPL      | Aeroportul Placencia                                           |
|         | MWCR      | Aeroportul Internațional Owen Roberts                          |
|         | ME16      | Aeroportul Loring                                              |
|         | MYEH      | Aeroportul North Eleuthera                                     |
|         | MDAB      | Aeroportul Arroyo Barril                                       |
|         | MUPB      | Aeroportul Playa Baracoa                                       |
|         | MHCA      | Aeroportul El Aguacate                                         |
|         | MMPB      | Aeroportul Internațional Hermanos Serdán                       |
|         | MPBO      | Aeroportul Internațional Bocas del Toro "Isla Colón"           |
|         | MGQC      | Aeroportul Quiché                                              |
|         | MMGL      | Aeroportul Internațional Miguel Hidalgo y Costilla Guadalajara |
|         | MTJA      | Aeroportul Jacmel                                              |
|         | MNWP      | Aeroportul Waspam                                              |
|         | MUMO      | Aeroportul Orestes Acosta                                      |
|         | MYAP      | Aeroportul Spring Point                                        |
|         | MYEN      | Aeroportul Norman's Cay                                        |
|         | MUKW      | Aeroportul Kawama                                              |
|         | MDJB      | Aeroportul Internațional La Isabela                            |
|         | MYRP      | Aeroportul Port Nelson                                         |
|         | MRQP      | Aeroportul Quepos La Managua                                   |
|         | MMUN      | Aeroportul Internațional Cancún                                |
|         | MZBG      | Aeroportul Big Creek                                           |
|         | MULM      | Aeroportul La Coloma                                           |